# Apolodoro de Beócia
Apolodoro de Beócia foi um grego antigo do século II a.C. que, juntamente com a Epêneto, foi embaixador da Beócia para Messênia, em 183, apenas no momento em que os messênios, aterrorizado por Licortas, o general dos aqueus, estavam inclinados a negociar pela paz. A influência dos embaixadores beócios decidiu a questão, e os messênios concluíram a paz com os aqueus.